# Canthochilum pijirigua
Canthochilum pijirigua là một loài bọ cánh cứng trong họ Bọ hung (Scarabaeidae).